# Imagen híbrida

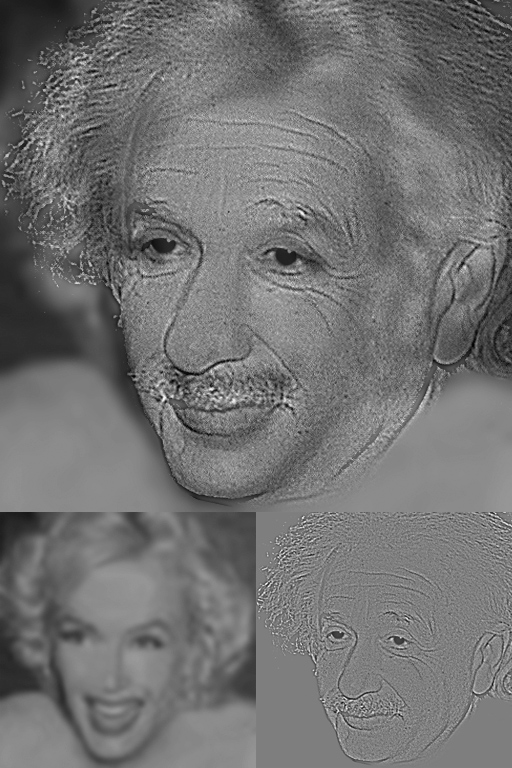
Una imagen híbrida (arriba) construida a partir de componentes de baja frecuencia de una fotografía de Marilyn Monroe (recuadro izquierdo) y componentes de alta frecuencia de una fotografía de Albert Einstein (recuadro derecho).

Una imagen híbrida es una ilusión óptica desarrollada por los investigadores Aude Oliva y Antonio Torralba, del Massachusetts Institute of Technology (MIT), y Philippe Schyns, de la Universidad de Glasgow en 2006. Una imagen híbrida está formada por la unión de dos imágenes distintas mediante un degradado especial. De modo, que la imagen puede ser percibida de dos maneras diferentes en función de la distancia del observador. Esta sensación se debe a la forma que tienen los seres humanos de procesar la información visual.
En realidad, se trata de dos fotos distintas a las que se aplican dos filtros diferentes y que se superponen para crear una única imagen. La primera se pasa por un filtro de baja frecuencia, y el resultado es una imagen borrosa, similar a la que se obtiene cuando se toma una foto desenfocada. La segunda es retocada con un filtro de alta frecuencia (o paso alto), que produce una imagen en la que sólo son visibles los contornos de los objetos. Al superponer las dos se obtiene una imagen híbrida cuya interpretación cambia dependiendo de la distancia a la que la miremos.
Quizá el ejemplo más común es aquella en la que aparece el rostro de Albert Einstein y Marilyn Monroe. Otros ejemplos son Tony Blair con Margaret Thatcher, una bici con una moto, un rostro sonriente con uno triste… 